# Pizo Gómez
José Antonio Gómez Ramón, deportivamente conocido como Pizo Gómez (Éibar, Guipúzcoa, España, 7 de enero de 1964) es un exfutbolista español.

## Biografía
Tras jugar en la S.D. Eibar, firmó por el Bilbao Athletic en 1983. Debutó con el Athletic Club, en Primera División, el 13 de octubre de 1985, en el partido Athletic-Valladolid (3-3). Anteriormente, había sido cedido una campaña al UE Lleida. Durante tres temporadas en Bilbao, disputó un total de 54 partidos -37 de Liga, 11 de Copa del Rey, 4 de UEFA, 1 de Supercopa y 1 de Copa de la Liga-, en los que marcó dos dianas. 
En verano de 1987 comenzó su peregrinaje, cuando fichó por el C.A. Osasuna, junto con el central magnesiano Jon Castillo donde, en dos años, jugó 66 partidos y marcó 7 goles. En 1989 recaló en el Atlético de Madrid, donde permaneció durante cinco temporadas, con dos cesiones, una al R. C. D. Espanyol (91/92, 16 partidos y 2 goles) y otra al Rayo Vallecano (92/93, 29 partidos). En el Manzanares disputó 88 encuentros -73 de Liga, 6 de Copa, 8 de UEFA, 1 de Recopa-, marcando dos goles.

En 1994 regresó a Osasuna, para competir dos años en Segunda División, y al SD Eibar, otro más, antes de finalizar su carrera en el CD Izarra, en Segunda B.

## Clubes
| Club               | País   | Año                   |
| ------------------ | ------ | --------------------- |
| SD Eibar           | España | Categorías inferiores |
| Bilbao Athletic    | España | 1983-1984             |
| UE Lleida          | España | 1984                  |
| Athletic Club      | España | 1985-1987             |
| Osasuna            | España | 1987-1989             |
| Atlético de Madrid | España | 1989-1991             |
| RCD Español        | España | 1991-1992             |
| Rayo Vallecano     | España | 1992-1993             |
| Atlético de Madrid | España | 1993-1994             |
| Osasuna            | España | 1994-1996             |
| SD Eibar           | España | 1996-1997             |
| CD Izarra          | España | 1997-1998             |

## Palmarés
| Título       | Club               | Año  |
| ------------ | ------------------ | ---- |
| Copa del Rey | Athletic Club      | 1984 |
| Copa del Rey | Atlético de Madrid | 1991 |

## Vida personal
Tras su retirada está afincado en Pamplona. Está casado y tiene dos hijas (Marta y Patricia).
En 2017 fue imputado dentro del sumario del Caso de los EREs. El jugador tuvo que abonar una fianza de 640.000 euros.